# Rhagadiolus stellatus
Espèce

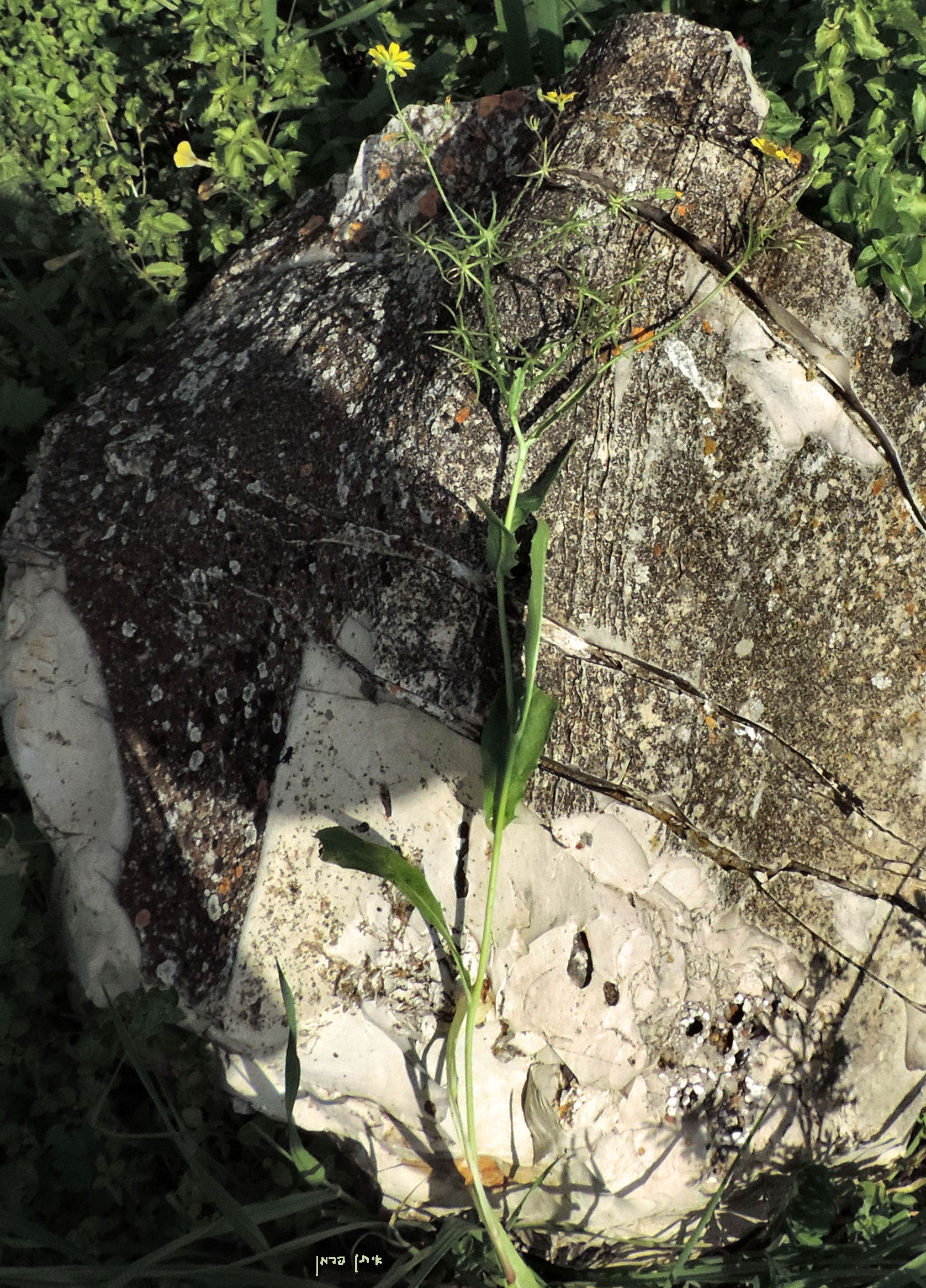

Rhagadiolus stellatus, ou « endive daisy », est une espèce de plantes à fleurs de la famille des Asteraceae. C'est une plante herbacée annuelle avec des feuilles simples et larges. Les individus peuvent atteindre 0,22 m,. Cette espèce est originaire de la Macaronésie, l'Europe occidentale et centrale jusqu'à la Méditerranée et l'Iran. Elle pousse principalement dans le biome tempéré.

## Liste des variétés
Selon GBIF (22 décembre 2024) :
- Rhagadiolus stellatus var. hebelaenus DC.

## Systématique
Le nom correct complet (avec auteur) de ce taxon est Rhagadiolus stellatus (L.) Gaertn..
L'espèce a été initialement classée dans le genre Lapsana sous le basionyme Lapsana stellata L..
Ce taxon porte en français les noms vernaculaires ou normalisés suivants : Rhagadiole en étoile,,, Rhagadiole étoilé,,, Rhagadiole étoilé, Rhagadiole en étoile, Lampsane étoilée, Rhagadiole étoilée, Lampsane étoilée. 
Rhagadiolus stellatus a pour synonymes :
- Lapsana ramosissima Crantz
- Lapsana stellata L.
- Rhagadiolus intermedius Ten.
- Rhagadiolus leiocarpus (DC.) A.W.Hill
- Rhagadiolus leiocarpus (DC.) Bonnier
- Rhagadiolus lyratus Lam.
- Rhagadiolus stellatus f. hebelaenus (DC.) Murb.
- Rhagadiolus stellatus f. intermedius (Ten.) Hayek
- Rhagadiolus stellatus subsp. stellatus
- Rhagadiolus stellatus var. eriocarpus Faure & Maire
- Rhagadiolus stellatus var. eriophyllus Faure & Maire
- Rhagadiolus stellatus var. hebeloenus DC.
- Rhagadiolus stellatus var. indivisus Vis.
- Rhagadiolus stellatus var. indivisus Viv.
- Rhagadiolus stellatus var. intermedius (Ten.) DC.
- Rhagadiolus stellatus var. leiocarpus DC.
- Rhagadiolus stellatus var. leiolaenus Bisch.
- Rhagadiolus stellatus var. leiolaenus Boiss.
- Rhagadiolus stellatus var. lyratus Bisch.
- Rhagadiolus stellatus var. stellatus

### Étymologie
Le nom générique Rhagadiolus vient de l'italien « raggio » signifiant  « rayon », l'épithète stellatus vient du matin stella en allusion aux fruits en étoile
.